# Tekstballon

Lege tekstballon

Een tekstballon is een veelgebruikte manier om in stripverhalen en cartoons te laten zien wat de personages zeggen of denken.

## Definitie en referentiekader
De tekstballon kan beschouwd worden als een van de voor de auteur beschikbare methodieken om beeld- en tekstdimensie in de strip te verwerken. In het bijzonder kan de tekst, die het beeldverhaal begeleidt in principe op twee manieren aan de lezer gepresenteerd worden, met name: onder of in het plaatje. Eerstgenoemde presentatietechniek -waarbij woord en beeld volledig van elkaar worden gescheiden- was lange tijd het dominante tekstverwerkingsmodel in het beeldverhaal van de 19de eeuw. Laatstgenoemde meer recente verwerkingswijze -gekenmerkt door de inbedding van de tekst in het afbeeldingskader- onder de vorm van de moderne tekstballon wordt unaniem beschouwd als een typisch kenmerk van het hedendaagse beeldverhaal. De duale opsplitsing van het beeldverhaal in tekst- en ballonstrips vindt dan ook haar oorsprong in bovenstaande tekst- en beeldverwerkingsfilosofie.
Ondanks het feit dat de tekstballon (of enig ander teksttype binnen het afbeeldingskader) de meest karakteristieke tekstvorm is binnen het moderne stripverhaal, kan ze in principe niet gerekend worden tot een essentieel en uniek element van de strip. Er bestaan duizenden strips met een buiten de beeldplaatjes geplaatste tekst (de tekststrip) of ze vertellen een tekstloos verhaal (de zwijgende of stomme strip). Daarnaast worden dergelijke zogenaamde stripspecifieke verhoudingen tussen tekst en beeld in andere grafische narratieve genres (zoals de geïllustreerde roman) teruggevonden. Bovendien wordt in tal van schilderijen, afbeeldingen en cartoons evenzeer gebruikgemaakt van tekstballonnen. Wel leent de strip met haar diverse plaatjes zich beter tot het gebruik van tekstballonnen, dan een uit alleenstaande afbeelding gemaakte kunstproductie, omdat ze de dynamiek en de vlotheid van de overgang van het ene stripkader naar het andere faciliteert.
Het begrip tekstballon herbergt zowel een brede als een strikte betekenis. De betekenis in ruime zin heeft eerder betrekking op de plaatsing van de tekst en spreekt in die optiek reeds van een tekstballon vanaf het moment dat de tekst in en niet onder het afbeeldingskader gepositioneerd wordt. De enge begripsafbakening van een ballontekst heeft naast bovengenoemde positioneringsvereiste van de tekst ook de ballonvorm of rechthoekige vorm (met meestal afgeronde hoeken) als noodzakelijk bijkomend vormcriterium.
De definitie van een tekstballon in nauwe zin luidt: "De tekstballon is een ellipsvormige of rechthoekige omlijnde ruimte, bestemd voor de tekst, dat via een aan de ballon bevestigd aanhangsel of staartje, behoort bij het betrokken personage of voorwerp."

## Doel en functie
Tekstballonnen gaan hun doel voorbij als ze iets zeggen, wat grafisch kan uitgebeeld worden. Woord en beeld dienen immers elkaar te complementeren, niet elkaar voor de voeten te lopen. De tekstballon hoort dus in eerste instantie haar bestaansreden (intrinsieke waarde) te ontlenen aan het feit dat ze een onmisbaar element vormt voor een goed begrip van het verhaal. In voorgaande optiek kan haar essentiële waarde dan ook geverifieerd worden door de tekst uit de ballonnen weg te laten.
Daarnaast heeft de ballon betrekking op de verbindings- en verankeringsrelatie (dispositie) tussen de visuele en verbale dimensies van de strip. In het bijzonder stelt de tekstballon zich voornamelijk tot doel de symbiose tussen beeld en tekst in belangrijke mate te intensifiëren.
Voorts herbergt voornoemde communicatievorm, vergelijkbaar met toneeltaal, een dubbele functie. Enerzijds belicht zij de communicatie tussen de personages onderling, anderzijds informeert zij hiermee de lezer.
Ten slotte kan door een vakkundige positionering van de tekstballon de soms complexe leesrichting (=de volgorde waarin de plaatjes of kaders dienen gelezen te worden) in lang staande of L-vormige kaders helpen te verduidelijken.

## Ballongenres en -stijlen

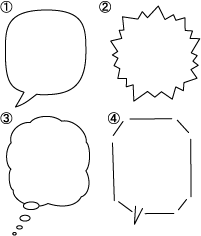
Tekstballonnen

Onderstaande ballontypologie maakt een onderscheid tussen enerzijds de ballonstijl en anderzijds het ballongenre. De ballonstijl is dan vooral een stilistisch indelingsprincipe gebaseerd op categorieën die rechtstreeks verband houden met het esthetisch voorkomen en de grafische elementen (de belijning, de vorm,...) van de tekstballon. Ze omschrijft de manier waarop een tekstballon getekend wordt (hoe?). Het ballongenre daarentegen is eerder opgevat als een thematisch onderscheidscriterium dat vooral georiënteerd is op het inhoudelijk functioneel aspect (een gedachte,een vertelling, een dialoog,...) van de tekstballon (wat?). De ballonstijl is bijvoorbeeld de ovaal of ellips, het ballongenre de personageballon.

### Thematische indeling
De meeste thematische categorisaties gebeuren hoofdzakelijk vanuit het perspectief van de taalhouding of -situatie.
Een tekstballon is een veelgebruikte manier om in stripboeken en spotprenten te laten zien wat de personages zeggen of denken. In die zin wordt een onderscheid gemaakt tussen spreek- en denkballons. Eerstgenoemde vorm is een tekstballon in de vorm van een simpel rondje, zoals hiernaast bij (1) weergegeven, met een uiteinde verbonden met het sprekende personage. Dit rondje staat gewoonlijk over de achtergrond van het plaatje heen en is gevuld met de uitgesproken tekst. Als er in één plaatje van een strip meerdere personen achter elkaar iets zeggen dan worden de tekstballonnen vaak zo geplaatst dat het van links naar rechts in chronologische volgorde staat zodat het verhaal duidelijk blijft. Naast de spreekballon bestaat de gedachteballon (weergegeven bij 3). Deze denkballons geven de gedachten van het strippersonage weer. Meestal betreft het een innerlijke monoloog of een terzijde. Grafisch is deze hetzelfde met dat verschil dat er in plaats van het pijltje een reeks bolletjes (wolkjes) lopen naar (of: vanaf) de denker.
Een andere tweedeling van de tekstballon (in zijn ruime betekenis) wordt verkregen door de opsplitsing in de narratieve versus de dramatische taalhouding. De etikettering van de tekstballon als vertellers- en personageballon binnen voornoemde optiek vindt haar oorsprong in het Aristotelische onderscheid tussen de vertellers- en acteurs- of personagetekst in de literatuur. Aan deze differentiëring wordt door de stripauteur gestalte gegeven via de vorm van de tekstballon. Meer bepaald wijst het rechthoekige tekstkader boven- of onderaan het stripkader op het vertellend (narratief) uitbeeldingskarakter van de tekst, terwijl de ovaalvorm eerder refereert aan het spelend (mimetisch) uitbeelden van het gesproken woord. De vertellerstekst in haar meest uitdrukkelijke vorm wordt het vertelblok genoemd. De verteltekst is een handig hulpmiddel om scharnierpunten in het verhaal aan te geven. Ze fungeert in die zin als doorgeefluik van extra informatie van veelal technische of historische aard, maar kan tevens dienstdoen om een tijdsafstand te overbruggen), een decorverandering (scènewisseling) aan te duiden of omslachtige gebeurtenissen bondig samen te vatten.
Ten slotte wordt op basis van de aard van de geluidsbron, de boodschap (schreeuw, kreet, vloek,...) en de toonaard gesproken van de schreeuw-, ijs-, bloem-, klank-, vloek- en mechanische ballon.

### Formele indeling
Naar morfologie bestaan er tekstballonnen in alle soorten en maten. Doordat de ballonstijl onlosmakelijk verbonden is met de tekenstijl zijn er in principe zoveel varianten als er tekenaars zijn, gaande van heel netjes en rechtlijnig tot losjes en speels. In een klare lijn getekende strip wordt dan meestal geopteerd voor rechthoekige en vierkante tekstballonnen. Het voordeel van deze wolkjes is dat de tekst eenvoudiger te positioneren is, er meer tekst in de wolkjes past en dat de wolk verminderd aanwezig is in de bladspiegel of compositie van het plaatje. In strips met een vrije of losse zenuwachtige tekenstijl worden eerder halve en grillige ballons aangetroffen. De klassieke ellips- of ovaalvormige ballon behoort ongetwijfeld tot de meest populaire in strips. Naast de rechthoekige of vierkante, met strakke of afgeronde hoeken, wordt ook de ronde, de omtrekloze, de halve, de samengestelde en de grillige ballon in het stripmedium onderscheiden.

##### Voice-over
Door beïnvloeding van de filmcultuur is ook bij strips vaak een voice-over in het verhaal, deze wordt in de meeste gevallen in een balk boven of onder de plaatjes geplaatst in plaats van in de wolkjes. In zeldzamere gevallen wordt het verhaal aan de lezers verteld door een afbeelding van slechts het hoofd van de vertellende persoon. Jacques Tardi past deze laatste visuele techniek veel toe in zijn detective-strips als hij een opsomming van de feiten moet maken. Hij heft hiermee deels het saaie karakter van de voice-over op.
Er bestaan kant-en-klare stickervellen met tekstballonnen, compleet met tekst, om bijvoorbeeld in een fotoalbum of scrapbook te plakken.

## Onderdelen tekstballon
De tekstballon is samengesteld uit drie belangrijke onderdelen, met name: de ballon, het tekstgedeelte en het aanhangsel.

### Ballon
De omlijning van de tekst binnen het tekenkader wordt de ballon genoemd. Vanuit esthetisch oogpunt is het niet onbelangrijk dat de tekenaar aandacht heeft voor een evenwichtige vulling van de ballonruimte. De ballongrootte dient dus bij voorkeur te variëren in functie van de benodigde tekstruimte. De tekstballon mag dus niet te vol lijken. De tekenaar dient m.a.w. voldoende ruimte te voorzien tussen de omtreklijn en de letters. De tekstballons van sommige auteurs worden gekenmerkt door een evenwichtig uitgebalanceerde tekstvulling, terwijl de ballons van anderen bijna steeds een identieke grootte vertonen. Hieraan kunnen diverse factoren aan de grondslag liggen. De tekenaar heeft vooralsnog geen notie van de definitieve tekst of hanteert grote tekstballons als handig instrument om tijdwinst te boeken. Waar immers een tekstballon staat, hoeft geen decor getekend te worden.
Tekstballons kunnen door de tekenaar op een diverse wijze binnen het stripkader gepositioneerd worden. Zo kunnen ze: los van of achter elkaar staan, elkaar overlappen, tegen of zelfs buiten de kaderrand geplaatst worden. Sommige striptekenaars tekenen hun tekstballonnen met schaats- en cirkelmallen.

### Aanhangsel
Het aanhangsel vervult een belangrijke rol. In het bijzonder fungeert het verwijzingsteken als tussenschakel voor de tekst en het beeld en synchroniseert ze de handeling en de dialoog.
Het aanhangsel of uiteinde refererend aan de spreker of geluidsbron wordt, zoals de ballon, dikwijls gekenmerkt door een vaste vorm, met name: de lus-, doorn- of staartvorm. Het gesproken woord als het gedachteleven van de stripfiguur wordt via het aanhangsel onmiddellijk aan de actie gerelateerd. De vorm ervan is op dit vlak een belangrijke indicator. Indien de stripmaker wil aangeven dat het gaat om een denkballon dan gebruikt hij hiervoor een uiteinde in de vorm van belletjes en wordt aangeduid met de specifieke term wolkje. Het verwijstekentje heeft dan weer de vorm van een bliksemschicht wanneer de tekst de lezer via mechanische weg - radio, telefoon, televisie, ...- bereikt. Ten slotte wordt het in de witte rand verdwenen uiteinde aangeduid met de filmtechnische term 'voice off'.

### Tekstgedeelte
Het tekstgedeelte is de tekst die zich bevindt binnen de omlijnde ruimte van een tekstballon. Die beperkte tekstruimte -waarover een auteur kan beschikken- vormt immers vaak het belangrijkste struikelblok voor het gebruik van tekstballonnen.
Het aanbrengen van de tekst in de ballonnetjes wordt het letteren genoemd. Voor de belettering kan de tekenaar opteren voor hoofdletters (kapitaal) of kleine letters (onderkast). Beide lettersoorten worden in stripverhalen zowel recht als cursief gebruikt. De tekstballon en de belettering kunnen zowel handmatig als machinaal getekend worden. Een veel voorkomende belettering is de eenvoudige handgeschreven blokletter, waarbij uitsluitend kapitalen gebruikt worden. Wel zal -zoals bij de vormkeuze van de ballon- de tekenaar steeds de letterstijl hanteren die het best past bij zijn tekenstijl. Vandaar de voorkeur van bepaalde tekenaars voor het gebruik van de handgeletterde tekst binnen de tekstballon, omdat deze bijdraagt tot het persoonlijk karakter van de strip enerzijds en beter harmonieert met de tekening of tekenstijl anderzijds. Het mechanische aspect van het computermatig, getypt of gedrukt letteren kan immers contrasteren met het soepele lijnenspel van de tekening -waarvan ook het tekstballonnetje integraal deel uitmaakt- en kan in die zin als een storend element worden ervaren. Getypte of gedrukte tekst wordt soms wel gebruikt als deze wordt uitgesproken door een robot.
Sommige auteurs laten de personages zelf de tekst invullen. Het ene personage spreekt dan met sierlijke letters, het andere met veel spelfouten.

## Expressiemogelijkheden
De tekstballon, zowel de ballon als het tekstgedeelte, biedt de tekenaar een waaier aan expressiemogelijkheden. Naast de taalcode hebben tekstballonnen dus een eigen iconografische (op basis van gelijkenis) en symbolische (op basis van afspraken) waarde.

### Ballonvorm
In het bijzonder kan via de belijningsvorm van de ballon bepaalde gevoelens worden gesymboliseerd. Tekstballonnen met scherpe hoeken, zaagtanden of stekels geven expressie aan emotionele uitbarstingen zoals woede- (de schreeuwballon) en schrikaanvallen (de schrikballon).
Tevens kan het lijnvolume van de omranding van de tekstballon aangepast worden in functie van de boodschap of de situatie. Een zware belijning geeft een stemverheffing van het bewuste stripfiguur weer (de schreeuwballon), terwijl een stippellijn aangeeft dat het personage met een fluisterstem spreekt (de fluisterballon). Een ballon voorzien van ijspegeltjes suggereert een koele en afstandelijk houding (de ijsballon) en een bibberlijn verraadt angst- of koudegevoelens. Een vriendelijke stem wordt dan weer voorgesteld door een met bloemen omlijnde tekstballon (de bloemballon).

### Balloninhoud
Daarnaast kan de auteur via bewerking van de onderscheiden tekstniveaus in de tekstballon emoties uitdrukken of deze extra beklemtonen of onderdrukken, maar evenzeer grafische- en geluidseffecten genereren. Op dit vlak kunnen de grafische (tekstbeeld), fonische (tekstklank) en dynamische (tekstbeweging) tekstbewerkingen in de strip als de meest elementaire vormen van teksttransformaties beschouwd worden. De morfosyntactische (tekststructuur) en semantische (tekstbetekenis) tekstmanipulaties zijn daarentegen minder populaire expressievormen binnen de tekstballon.
Een in de strip populaire grafische teksttransformatie bestaat uit de afwijking (transmutatio) van standaardvolume, -vorm en -grootte van de letters (kapitalen suggereren geschreeuw, minutieuze letters betekenen daarentegen gefluister) in de tekstballon als indicator voor de toonsterkte en de -aard waarmee iets gezegd wordt of om het decibelvolume van het geproduceerde geluid aan te geven. Typische voorbeelden van de creatieve omgang met de tekstfysionomie zijn onder meer: de gebroken lettervorm die gekraak suggereert, de aan de muzikale toonaard refererende golvende en afgeronde tekstvorm (de muziekballon), de vlam- en druppelvormige lettersymboliek voor de uitbeelding van brand en een waterige stem.
Een andere veel gebruikte grafische techniek is de substitutie (immutatio) van de tekst door een bekend beeldsignaal, bijvoorbeeld een brandend lampje als beeld voor een lumineus idee, het doorzagen van een balk ter aanduiding van een stevige ronker in z'n slaap, de klokjes als symbool voor de slag op het hoofd, de hartjes en kwetterende vogeltjes die verliefdheid verraden. Voorts kan de auteur met behulp van de op culturele patronen beruste kleursemantiek (rood is bijvoorbeeld passie, liefde en agressie) via de tekstkleur bepaalde gevoelens oproepen. De rode kleur refereert dan bijvoorbeeld aan razernij, de zwarte kleur verwijst naar opgewondenheid.
Daarnaast wordt - om het gemis aan geluid in de strips enigszins te compenseren - zeer creatief en inventief omgegaan met de tekst binnen de tekstballon. In een poging om het ontbrekende geluid zichtbaar en suggestief hoorbaar te maken wordt beroep gedaan op grafische geluidssymbolen (muzieknoten, geluidsgolven, trillings- en richtingslijntjes) als fonische tekstvervanging. Daarnaast worden visuele geluidselementen in de zin van een klanknabootsing (onomatopee) veelvuldig in de tekstballon gebruikt (de klankballon). Zij worden vaak gebruikt voor plotselinge windvlagen, botsingen, opstijgende vliegtuigen, ontploffingen, uitglijders, val-, schiet- en vechtpartijen. Dikwijls betreffen het naar het Europese vasteland overgewaaide Engelse of Amerikaanse onomatopeeën die - ingevolge de plaatselijke vertaling ("pow" wordt "pang")- hun oorspronkelijke betekenis gaandeweg verloren. De variaties hierop zijn oneindig te noemen, gaande van: kreten ("Aaaaah!", "iiiiiie!"), ontploffingen ("Boem!"), vechtpartijen ("Pats!", "Bonk!", "Smak!"), toeslaande deuren ("Wham!"), rijdende auto's ("Vroem!", "Vrooaaaaar!"), schoten ("Pang!") tot exclamaties en krasse taal. Dergelijke klanknabootsingen staan dan ook doorgaans zelfstandig in de tekening.
Het brede scala aan klank- en beeldsymbolen binnen de tekstballon zijn voor de auteur belangrijke instrumenten om aan het expressief gehalte van de strip mede vorm te geven.

## Evolutie

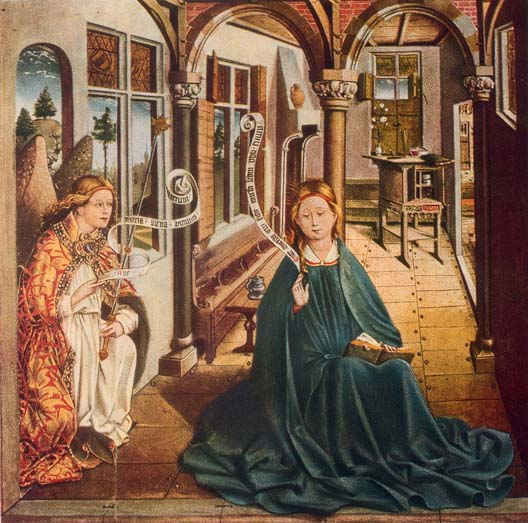
Voorbeeld van een tekst in de vorm van een banderol, vertrekkend uit de vingers, daterend uit 1450

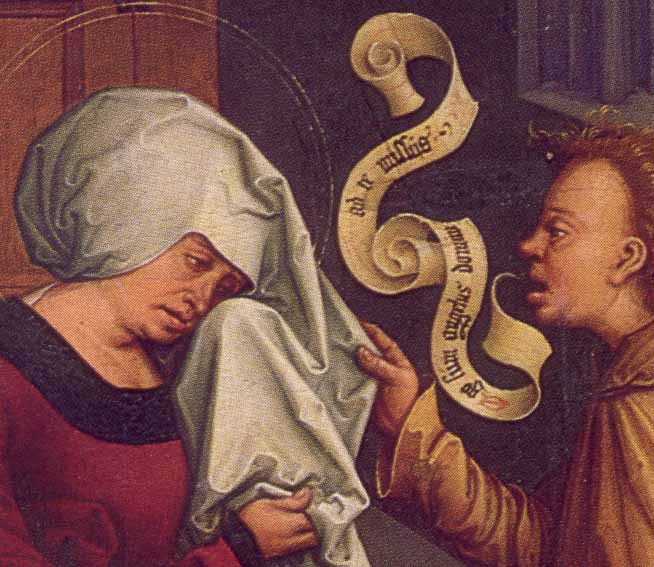
Voorbeeld van een tekst in de vorm van een banderolrol, vertrekkend uit de mond, daterend uit 1506

Onderzoek naar tekstballonachtige elementen toont aan dat deze in een eenvoudige vorm sporadisch reeds eeuwen in gebruik zijn.
Het oudste bekende Nederlandse verhaal dat verteld wordt met plaatjes en tekstballonnen is de Maan- en Klaagbrief uit 1493. Hier is in vier plaatjes te zien hoe de Gelderse hertog Karel van Egmond aan Bernard van Meurs belooft hem vrij te zullen kopen nadat deze in zijn plaats gevangen werd gehouden. Karel komt daarop zijn belofte niet na en Bernard van Meurs maant hem eerst en klaagt hem aan in dit plakkaat dat in de Gelderse steden werd verspreid. Dit overgebleven exemplaar uit het stadsarchief van Zutphen is er te zien in het Stedelijk Museum.
In de loop van de 18de eeuw onderging de vormgeving van de tekstballon een metamorfose. De gotische tekstballon - gekenmerkt door een tekstblok simpelweg geplaatst boven de hoofden van de sprekers of gevormd door een band, vlag of perkamentrol - evolueerde tot een meer geavanceerde omlijning van de tekst: de moderne tekstballon.
De moderne tekstballon is niet zo oud als het stripverhaal. Dit komt doordat de scheiding van tekst- en beeldelement lange tijd het dominante stripmodel bleef. De eerste tekstballon in strips werd voor het eerst in de 18de eeuw waargenomen. Tot diep in de 19de eeuw waren tekstballonnen in strips eerder zeldzaam en kwamen deze doorgaans in combinatie met onderteksten voor. Het gecombineerd gebruik van destijds wees op de nog steeds hiërarchische positie van de ondertekst t.a.v. de tekstballon. In het bijzonder had de stripballon toentertijd weinig tot geen narratieve betekenis en bleef de ondertekst vooralsnog onontbeerlijk voor een goed begrip van het verhaal. Het was pas in het begin van de 20e eeuw dat de Amerikaan Frederick Burr Opper in zijn stripverhalen Happy Hooligan (11 maart 1900) en Aphonse en Gaston voor de krant New York Journal in de Sunday Page de tekstballon op regelmatige en autonome wijze ging gebruiken. Opper kreeg spoedig navolging van zijn Amerikaanse collega's (Swinnerton en Dirks). Oppers tekstballon was niet langer een overtollig begeleidingsverschijnsel van de visuele actie, maar werd voortaan als een onmisbare verhalende component van het beeldverhaal ervaren. In Europa tekende Alain Saint-Ogan in 1925 de eerste strip volledig met tekstballonnen waardoor het stripverhaal geen tekststrip meer is.
Oorspronkelijk was de moderne tekstballon vooralsnog onregelmatig van vorm, omdat de tekenaar bij de omlijning van de tekst minutieus de (tekst)omtrek respecteerde. Later kreeg de moderne stripballon een meer regelmatige belijning in de vorm van een rechthoek (met meestal afgeronde hoeken) of ellips.
Niettegenstaande de ballon momenteel gekenmerkt wordt door zijn meer soepele en vrije belijning, blijven de meeste tekenaars zweren bij het in de stripwereld universeel verbreid standaardmodel, met name: de conventionele ovaalvormige ballon.